# Elliot Desnoyers
Elliot Desnoyers, född 21 januari 2002, är en kanadensisk professionell ishockeyforward som är kontrakterad till Philadelphia Flyers i National Hockey League (NHL) och spelar för Lehigh Valley Phantoms i American Hockey League (AHL).
Han har tidigare spelat för Moncton Wildcats och Halifax Mooseheads i Ligue de hockey junior majeur du Québec (LHJMQ).
Desnoyers draftades av Philadelphia Flyers i femte rundan i 2020 års draft som 135:e spelare totalt.

## Statistik
| 2014–2015    | Gaulois du Collège Antoine-Girouard bantam AA  |              | 6   | 0  | 2   | 2   | 8  | —  | — | —  | —  | —  |
| 2015–2016    | Gaulois du Collège Antoine-Girouard bantam AAA |              | 33  | 16 | 13  | 29  | 10 | 5  | 5 | 3  | 8  | 2  |
| 2016–2017    | Gaulois du Collège Antoine-Girouard            | LHMAAAQ      | 24  | 4  | 14  | 18  | 4  | 7  | 1 | 3  | 4  | 10 |
| 2017–2018    | Gaulois de Saint-Hyacinthe                     | LHMAAAQ      | 40  | 10 | 36  | 36  | 3  | 0  | 1 | 1  | 0  |    |
| 2018–2019    | Moncton Wildcats                               | LHJMQ        | 61  | 12 | 19  | 31  | 12 | 11 | 2 | 2  | 4  | 2  |
| 2019–2020    | Moncton Wildcats                               | LHJMQ        | 61  | 11 | 24  | 35  | 18 | —  | — | —  | —  | —  |
| 2020–2021    | Halifax Mooseheads                             | LHJMQ        | 37  | 21 | 28  | 49  | 24 | —  | — | —  | —  | —  |
| 2021–2022    | Halifax Mooseheads                             | LHJMQ        | 61  | 42 | 46  | 88  | 35 | 5  | 1 | 8  | 9  | 2  |
| 2022–2023    | Philadelphia Flyers                            | NHL          | 1   | 0  | 0   | 0   | 0  | —  | — | —  | —  | —  |
|              | Lehigh Valley Phantoms                         | AHL          | 48  | 19 | 17  | 36  | 14 | —  | — | —  | —  | —  |
| NHL totalt   | NHL totalt                                     | NHL totalt   | 1   | 0  | 0   | 0   | 0  | —  | — | —  | —  | —  |
| LHJMQ totalt | LHJMQ totalt                                   | LHJMQ totalt | 220 | 86 | 117 | 203 | 89 | 16 | 3 | 10 | 13 | 4  |

### Internationellt
| Källa: Uppdaterad: 2023-02-26 | Källa: Uppdaterad: 2023-02-26 | Källa: Uppdaterad: 2023-02-26 |         | Utv = Utvisningsminuter | Utv = Utvisningsminuter | Utv = Utvisningsminuter | Utv = Utvisningsminuter | Utv = Utvisningsminuter |
| År                            | Lag                           | Mästerskap                    | Matcher | Mål                     | Assists                 | Poäng                   | Utv                     |                         |
| ----------------------------- | ----------------------------- | ----------------------------- | ------- | ----------------------- | ----------------------- | ----------------------- | ----------------------- | ----------------------- |
| 2022                          | Kanada                        | JVM                           | 7       | 0                       | 1                       | 1                       | 0                       |                         |
| Junior totalt                 | Junior totalt                 | Junior totalt                 | 7       | 0                       | 1                       | 1                       | 0                       |                         |